# Nowy budynek Rady Narodowej Monako
Nowy budynek Rady Narodowej Monako – budynek w Monako, pełniący rolę siedziby Rady Narodowej, jednoizbowego parlamentu Księstwa Monako. Został oddany do użytku 12 września 2012 roku.
Budowę nowej siedziby monakijskiej Rady Narodowej zaczęto planować w latach 90. XX wieku. Decyzję o budowie podjęto w 2003 roku, w styczniu 2005 roku wybrano projekt nowej siedziby, którego autorem był Jean-Michel Ughes. Budowa rozpoczęła się na początku 2009 roku, a ceremonia otwarcia z udziałem księcia Alberta II i księżnej Charlene odbyła się 12 września 2012 roku. Koszt budowy wyniósł 26,2 mln €. Pierwsza sesja parlamentu miała miejsce 26 września 2012 roku.
Część nowej siedziby Rady Narodowej utrzymana jest w stylu klasycystycznym, inny fragment obiektu ma futurystyczny, półokrągły kształt. Ta część zwieńczona jest dodatkowo szklaną elewacją, na której zapisano tekst konstytucji Monako.